# 阿蘇鉄道事業部
阿蘇鉄道事業部（あそてつどうじぎょうぶ）とは、熊本県熊本市の熊本駅構内にあった九州旅客鉄道（JR九州）の事業部の一つであり、熊本支社の管轄。

## 管轄路線
※ 管轄境界駅については、阿蘇鉄道事業部が管理を担当していた駅を記載している。
- 豊肥本線（熊本 - 滝水間[1]。ただし、熊本駅は熊本支社熊本鉄道事業部の管轄）

## 歴史
- 1999年（平成11年）12月1日 - 阿蘇鉄道事業部発足[1][2]。
- 2008年（平成20年）4月1日 - 熊本鉄道事業部と統合、阿蘇鉄道事業部廃止。